# Abrochia mellina
Abrochia mellina är en fjärilsart som beskrevs av Herrich-Schäffer 1855. Abrochia mellina ingår i släktet Abrochia och familjen björnspinnare. Inga underarter finns listade i Catalogue of Life.